# 大栄拡幅
大栄拡幅（たいえいかくふく）は千葉県成田市内を通る国道51号の一部バイパス計画を含めた1.5kmの現道拡幅事業である。
この区間は通学路に指定されているが、歩道が1m程度しかない狭い場所が点在しており、歩行者の安全性に問題を抱えている。また、カーブ区間が連続しており、特に桜田権現前交差点はカーブ区間内に位置するため交通事故が多発している状況である。
歩道幅員の拡大と道路線形の改良による交通渋滞の緩和および交通安全性の確保と東関東自動車道大栄ICと東総有料道路のアクセス向上を目的とする。
起点である大栄ICから桜田権現前交差点までの0.8kmは新たな片側2車線のバイパス道路を建設し、桜田権現前交差点から終点までの0.7kmは現道を拡幅する計画となっている。

## 概要
- 起点：千葉県成田市桜田（東関東自動車道大栄IC交点）
- 終点：千葉県成田市所
- 総距離：1.5km
- 標準幅員：25m
- 車線数：全線片側2車線（予定）
- 道路規格：第3種第1級
- 設計速度：80km/h
- 総事業費：約50億円

## 沿革
- 1988年度：事業着手
- 2001年度：都市計画決定
- 2005年度：用地着手

2012年現在は用地取得を行っており、工事は未着手である。

## 沿線施設
- 成田市立桜田小学校
- 大栄病院

## 交差する道路
- 東関東自動車道大栄IC
- 千葉県道113号佐原多古線（桜田権現前交差点）
- 東総有料道路

## 関連事項
- 国道51号
- 日本のバイパス道路一覧
- 関東地方の道路一覧
- 成田市